# Pedro Henrique (ur. 1996)
Pedro Henrique (ur. 8 listopada 1996 w Goiás) – brazylijski piłkarz, występujący na pozycji napastnika, w latach 2020–2023 w SC Farense, 2023–2024 w Radomiaku Radom, od 2024 w Khor Fakkan Club.

## Statystyki

### Klubowe
Ostatnia aktualizacja 8 lutego 2024.
| Klub                | Liczba sezonów | Liga                 | Liga  | Liga   | Puchar krajowy | Puchar krajowy | Kontynentalne | Kontynentalne | Suma  | Suma   |
| Klub                | Liczba sezonów | Liga                 | Mecze | Bramki | Mecze          | Bramki         | Mecze         | Bramki        | Mecze | Bramki |
| ------------------- | -------------- | -------------------- | ----- | ------ | -------------- | -------------- | ------------- | ------------- | ----- | ------ |
| Atlético Goianiense | 1              | Série A              | 1     | 0      | 0              | 0              | –             | –             | 1     | 0      |
| Leixões SC          | 1              | Liga Portugal 2      | 10    | 7      | 3              | 2              | –             | –             | 13    | 9      |
| SL Benfica B        | 2              | Liga Portugal 2      | 18    | 3      | 0              | 0              | –             | –             | 18    | 3      |
| CD Feirense         | 1              | Liga Portugal 2      | 7     | 3      | 0              | 0              | –             | –             | 7     | 3      |
| SC Farense          | 3              | Liga Portugal 2      | 87    | 22     | 8              | 6              | –             | –             | 95    | 28     |
| Radomiak Radom      | 1              | Ekstraklasa          | 19    | 8      | 1              | 0              | –             | –             | 20    | 8      |
| Wuhan Three Towns   | 1              | Chinese Super League | 0     | 0      | 0              | 0              | –             | –             | 0     | 0      |
| Łącznie             | Łącznie        | Łącznie              | 142   | 43     | 12             | 8              | 0             | 0             | 154   | 51     |